# پرچکوه
پرچکوه، روستایی توریستی از توابع بخش رودبار شهرستان شهرستان قزوین در استان قزوین ایران است و سرچشمه اصلی چشمه سارهای  خارود از این روستا می‌باشد که در نهایت به رودخانه شاهرود سرازیر می‌شود. دارای آب و هوای سرد و کوهستانی و محصول اصلی این روستای فندق و زغال اخته می‌باشد.
سر چشمه اصلی خارود " چشمه مادر" طبق اسناد قدیمی و ثبتی در ملک روستای رشکین واقع است و در همجواری با روستای پرچکوه قرار دارد ، آب این روستا طبق سهم نامه قدیمی مابین روستاهای رشکین ، پرچکو ، تلاتر و فشک تقسیم می‌شود و از آب باقی مانده پایین دست روستاهای روح اباد و پررود نیز مشمول لطف این چشمه می‌شوند. در فصل‌ها بهار چشمه‌های فصلی دیگری از ملک روستای پرچکوه به چشمه اصلی جاری می‌شود که تصویری زیبا از طبیعت است.

## جمعیت
این روستا در دهستان رودبار شهرستان قرار دارد و براساس سرشماری مرکز آمار ایران در سال ۱۳۸۵، جمعیت آن ۳۰۰ نفر (۸۰خانوار) بوده‌است. مردم این روستا را تات‌ها تشکیل می‌دهند.